# Клер, Альбер
Альбер Клер (фр. Albert Clerc, 25 июня 1830, Безансон — 11 июня 1918, Сен-Дени-ан-Валь) — французский шахматист, мастер. Один из сильнейших шахматистов Франции 2-й половины XIX в. Победитель неофициального чемпионата Франции 1883 г., серебряный призер неофициального чемпионата Франции 1880 г. Победитель турнира в Париже 1856 г. Участник крупного международного турнира в Париже 1878 г. Участник турниров, проводившихся в кафе "Режанс".
В 1884 г. вместе с Ж. Арну де Ривьером и Э. Шамье участвовал в матче по переписке Париж — Вена.
Кавалер Ордена Почетного легиона (1885 г.). Офицер Ордена Почетного легиона (1897 г.).

## Спортивные результаты
| Год  | Город | Соревнование                         | + | −  | = | Результат | Место |
| ---- | ----- | ------------------------------------ | - | -- | - | --------- | ----- |
| 1856 | Париж | Международный турнир                 |   |    |   |           | 1     |
| 1878 | Париж | Международный турнир                 | 8 | 13 | 1 | 8½ из 22  | 9—10  |
| 1880 | Париж | Чемпионат Франции (неофициальный)    |   |    |   |           | 2     |
| 1881 | Париж | Чемпионат Франции (неофициальный)    |   |    |   |           | 4     |
| 1883 | Париж | Чемпионат Франции (неофициальный)    |   |    |   |           | 1     |
| 1890 | Париж | Первенство кафе "Режанс"             |   |    |   |           | 4     |
|      | Париж | Показательная партия с Г. Тренчардом | 0 | 1  | 0 | 0 из 1    |       |
| 1892 | Париж | Первенство кафе "Режанс"             |   |    |   |           | 4     |
| 1901 | Париж | Показательная партия с А. Фоксом.    | 0 | 1  | 0 | 0 из 1    |       |